# Anuario musical
Anuario musical es una publicación periódica de musicología fundada por Higinio Anglés en 1946 y editada en Barcelona por la Institución Milá y Fontanals del Consejo Superior de Investigaciones Científicas (CSIC).

## Historia
Anuario Musical se fundó en Barcelona en 1946 por el cura y musicólogo catalán Higinio Anglés, director en ese momento del Instituto Español de Musicología del CSIC. Se trataba de la primera revista sobre musicología editada en España, que llenaba un vacío importante en cuanto al patrimonio musical del momento. Desde su origen se convirtió en un instrumento de divulgación científica dentro del ámbito de la investigación musicológica, que tenía como misión relacionar el trabajo llevado a cabo por el antiguo Instituto Español de Musicología con la de otros centros de investigación relacionados del entorno nacional e internacional. Con el tiempo, en 1984, el IEM perdió la categoría de Instituto, pasando a ser Unidad Estructural de Investigación de la Institución Milá y Fontanals del CSIC, y posteriormente, hacia 1994, otra reestructuración lo convirtió en el actual Departamento de Musicología de esta misma Institución.

## Características
La revista, que tiene una periodicidad anual y una extensión media de unas 300 páginas, está editada en la actualidad por la Institución Milá y Fontanals, del CSIC, y publica artículos originales e inéditos y el idioma vehicular de la revista es el castellano, aunque se aceptan igualmente trabajos redactados en alemán, catalán, vasco, francés, gallego, inglés, italiano y portugués. La revista está abierta a musicólogos y especialistas en las diferentes disciplinas relacionadas con la música. Los artículos se agrupan en secciones: en primer lugar, los artículos de Musicología histórica; en segundo lugar, los artículos sobre Etnomusicología; y en tercer lugar, los estudios sobre fuentes musicales (a menudo relacionados con el proyecto RISM). Ocasionalmente, puede incorporarse al final, una sección dedicada a reseñas bibliográficas de la disciplina, crónicas de determinados eventos o noticias de la redacción. Anuario Musical aparece indexada en SCOPUS/Elsevier y otras prestigiosas bases de datos de relevancia nacional e internacional.

## Contenido
El contenido de la revista está formado por artículos de investigación musicológica, tanto en las laderas de la Musicología histórica y el estudio de las fuentes musicales, como en el área de la Etnomusicología, la práctica musical, la organología, etc., es decir, todos los campos de la Musicología.

## Dirección
La dirección de la revista estuvo ligada a la dirección del Instituto Español de Musicología, que creó Higinio Anglés en 1943. Los diferentes directores de la revista han sido, así, desde su creación, Higinio Anglés (1946-1968), Miguel Querol Gavalda (1969-1980), José María Llorens y Cisteró (1981-1987), José Vicente González Valle (1988-2005), Luís Antonio González Marín (2006-2014), Antonio Ezquerro Esteban. Desde 2019 la dirección se encuentra en manos de Emilio Ros-Fábregas.